# 356
356 foi um ano biseexto do século IV que teve início a uma segunda-feira e terminou a uma terça-feira, segundo o Calendário Juliano. as suas letras dominicais foram G e F.
| Ano completo                            |
| --------------------------------------- |
| Ano bissexto com início à segunda-feira |

## Eventos
- Eleição do Antipapa Félix II.

## Mortes
- Santo Antão do Deserto (n. 251) - santo louvado por todas as confissões cristãs, famoso por ser o primeiro padre do deserto.